# Chukwubuike Adamu
Junior Chukwubuike Adamu (Kano, 6 giugno 2001) è un calciatore austriaco di origini nigeriane, attaccante del Friburgo e della nazionale austriaca.

## Biografia
È nato in Nigeria, per poi trasferirsi in Austria con la famiglia.

## Carriera

### Club
Cresciuto nel settore giovanile del Grazer AK, nel 2015 Adamu passa al Salisburgo, per poi essere aggregato, nel 2018, alla squadra affiliata del Liefering, con cui debutta fra i professionisti il 2 novembre seguente in occasione dell'incontro di 2. Liga perso 4-0 contro il WSG Swarovski Tirol.
Il 9 settembre 2020, Adamu debutta con la prima squadra del Salisburgo nel match di ÖFB-Cup vinto 10-0 contro il Bregenz.
Il 15 febbraio 2021 viene ceduto in prestito al San Gallo.
Dopo altre due stagioni a Salisburgo, il 22 giugno 2023 Adamu passa a titolo definitivo al Friburgo per 9 milioni e mezzo di euro, venendo tesserato ufficialmente a partire dal 1º luglio seguente.

### Nazionale
Dopo numerose presenze nelle varie nazionali giovanili austriache, nel 2021 ha esordito in nazionale maggiore.

## Statistiche

### Presenze e reti nei club
Statistiche aggiornate al 20 ottobre 2021.
| Stagione          | Squadra           | Campionato        | Campionato | Campionato | Coppe nazionali | Coppe nazionali | Coppe nazionali | Coppe continentali | Coppe continentali | Coppe continentali | Altre coppe | Altre coppe | Altre coppe | Totale | Totale |
| Stagione          | Squadra           | Comp              | Pres       | Reti       | Comp            | Pres            | Reti            | Comp               | Pres               | Reti               | Comp        | Pres        | Reti        | Pres   | Reti   |
| ----------------- | ----------------- | ----------------- | ---------- | ---------- | --------------- | --------------- | --------------- | ------------------ | ------------------ | ------------------ | ----------- | ----------- | ----------- | ------ | ------ |
| 2018-2019         | Liefering         | 1L                | 16         | 5          |                 | -               | -               |                    | -                  | -                  |             | -           | -           | 16     | 5      |
| 2019-2020         | Liefering         | 1L                | 20         | 14         |                 | -               | -               |                    | -                  | -                  |             | -           | -           | 20     | 14     |
| 2020-gen. 2021    | Liefering         | 1L                | 13         | 7          |                 | -               | -               |                    | -                  | -                  |             | -           | -           | 13     | 7      |
| Totale Liefering  | Totale Liefering  | Totale Liefering  | 49         | 26         |                 | 0               | 0               |                    | 0                  | 0                  |             | -           | -           | 49     | 26     |
| 2020-gen. 2021    | Salisburgo        | BL                | 0          | 0          | CA              | 1               | 0               | UCL+UEL            | 0                  | 0                  |             | -           | -           | 1      | 0      |
| gen.-giu. 2021    | San Gallo         | ASL               | 14         | 6          | CS              | 4               | 2               |                    | -                  | -                  |             | -           | -           | 18     | 8      |
| 2021-2022         | Salisburgo        | BL                | 18         | 3          | CA              | 3               | 1               | UCL                | 8                  | 1                  |             | -           | -           | 29     | 5      |
| Totale Salisburgo | Totale Salisburgo | Totale Salisburgo | 18         | 3          |                 | 4               | 1               |                    | 8                  | 1                  |             | -           | -           | 30     | 5      |
| Totale carriera   | Totale carriera   | Totale carriera   | 81         | 35         |                 | 8               | 3               |                    | 8                  | 1                  |             | -           | -           | 97     | 39     |

### Cronologia presenze e reti in nazionale
| Cronologia completa delle presenze e delle reti in nazionale ― Austria | Cronologia completa delle presenze e delle reti in nazionale ― Austria | Cronologia completa delle presenze e delle reti in nazionale ― Austria | Cronologia completa delle presenze e delle reti in nazionale ― Austria | Cronologia completa delle presenze e delle reti in nazionale ― Austria | Cronologia completa delle presenze e delle reti in nazionale ― Austria | Cronologia completa delle presenze e delle reti in nazionale ― Austria | Cronologia completa delle presenze e delle reti in nazionale ― Austria |
| Data                                                                   | Città                                                                  | In casa                                                                | Risultato                                                              | Ospiti                                                                 | Competizione                                                           | Reti                                                                   | Note                                                                   |
| ---------------------------------------------------------------------- | ---------------------------------------------------------------------- | ---------------------------------------------------------------------- | ---------------------------------------------------------------------- | ---------------------------------------------------------------------- | ---------------------------------------------------------------------- | ---------------------------------------------------------------------- | ---------------------------------------------------------------------- |
| 12-11-2021                                                             | Klagenfurt am Wörthersee                                               | Austria                                                                | 4 – 2                                                                  | Israele                                                                | Qual. Mondiali 2022                                                    | -                                                                      | 89’                                                                    |
| 16-11-2022                                                             | Malaga                                                                 | Andorra                                                                | 0 – 1                                                                  | Austria                                                                | Amichevole                                                             | -                                                                      | 46’                                                                    |
| 20-11-2022                                                             | Vienna                                                                 | Austria                                                                | 2 – 0                                                                  | Italia                                                                 | Amichevole                                                             | -                                                                      | 81’                                                                    |
| 24-3-2023                                                              | Linz                                                                   | Austria                                                                | 4 – 1                                                                  | Azerbaigian                                                            | Qual. Euro 2024                                                        | -                                                                      | 68’                                                                    |
| 27-3-2023                                                              | Linz                                                                   | Austria                                                                | 2 – 1                                                                  | Estonia                                                                | Qual. Euro 2024                                                        | -                                                                      | 46’                                                                    |
| 20-6-2023                                                              | Vienna                                                                 | Austria                                                                | 2 – 0                                                                  | Svezia                                                                 | Qual. Euro 2024                                                        | -                                                                      | 46’                                                                    |
| 6-9-2024                                                               | Lubiana                                                                | Slovenia                                                               | 1 – 1                                                                  | Austria                                                                | UEFA Nations League 2024-2025 - 1º turno                               | -                                                                      | 82’                                                                    |
| 10-10-2024                                                             | Linz                                                                   | Austria                                                                | 4 – 0                                                                  | Kazakistan                                                             | UEFA Nations League 2024-2025 - 1º turno                               | -                                                                      | 62’                                                                    |
| 14-11-2024                                                             | Pavlodar                                                               | Kazakistan                                                             | 0 – 2                                                                  | Austria                                                                | UEFA Nations League 2024-2025 - 1º turno                               | -                                                                      | 72’                                                                    |
| Totale                                                                 |                                                                        | Presenze                                                               | 9                                                                      |                                                                        | Reti                                                                   | 0                                                                      |                                                                        |

## Palmarès

### Club

#### Competizioni nazionali
- Campionato austriaco: 2

Salisburgo: 2021-2022, 2022-2023